# Care2
Care2 es un sitio de red social que fue fundado por Randy Paynter en 1998 para ayudar a conectarse a activistas alrededor del mundo. Tiene aproximadamente 15 millones de usuarios.
Care2 empezó su misión de ayudar a la gente a convertir el mundo en un mejor lugar conectándolos con individuos, organizaciones y responsables de empresas que ayudarían a crear un impacto.

## Resumen
Los miembros de Care-2 crear una identidad en línea rellenando un perfil con información personal, como en la mayoría de los sitios de redes sociales, pero Care-2 también pide información sobre la participación de sus miembros en el activismo. Las interacciones sociales en Care2 giran en torno a los grupos que conectan a las personas que se preocupan sobre temas similares. Peticiones de Internet y artículos periodísticos publicados por los miembros también son de uso frecuente.

## Características
- Perfiles de miembros y grupos para facilitar la creación de redes sociales
- Peticiones que cualquier ciudadano puede crear y distribuir
- Peticiones creado y promovido por Care2 en asociación con Organización sin ánimo de lucro
- E-cards gratis (las cuales también generan donaciones gratis)
- Los Usuarios escribesn noticias e historias sobre sí mismos, y luego votan para decidir cuales serán mostradas en la Red
- Blogs
- Compartir fotos con espacio ilimitado para subir
- Boletines Informativos e "e-alerts" acerca de varias cuestiones como acerca del Ambiente y Los Derechos Humanos
- "Care2 JobFinder" en el cual se enlistan trabajos con Compañías Progresivas
- Un canal de vida verde con tips sobre Vida Saludable, Una vida más adecuada
- Varios canales de contenido sobre temas como el Calentamiento Global, la Mujer y las elecciones presidenciales de EUA del 2008
- "Butterfly Reward " Moneda Virtual, Sistema por el cual el usuario puede ganar "Butterfly Credits" a través de 17 tipos de actividades y redimirlos en 1 o más de 13 regalos.